# 통일신라
통일신라(統一新羅)는 고구려와 백제를 멸망시킨 뒤 나당 전쟁으로 당군을 한반도에 몰아낸 676년부터 고려 태조에게 경순왕이 나라를 바친 935년까지의 기간을 가리킨다. "통일신라"는 후대 사학자들이 붙인 용어이고, 당시 통일 신라 사람들은 여전히 국명을 신라로 불렀다. 수도는 오늘날 경주시인 금성이었으며, 북쪽으로는 대동강을 경계로 원래 당나라와 접했으나 698년 이후 발해와 국경을 접하게 되었다. 

## 명칭
한국의 역사 전체를 놓고 볼 때 일반적으로 제29대 태종무열왕 이전을 삼국 시대, 그 이후를 통일신라 시대로 구분짓는다. 나당전쟁 이후 통일신라라는 개념은 하야시 다이스케(林泰輔)가 쓴 《조선사朝鮮史》(1892)에서 처음 나타난다. 1902년에 대한제국에서 김택영, 현채 등이 발간한 역사교과서 《동사집략》이나 《동국사략》 역시 하야시 다이스케의 《조선사》를 거의 그대로 번역하여 만들어졌기 때문에 통일신라라는 개념이 한국인들의 한국사 인식에 들어오게 되었다.
그러나 발해의 존재를 인지하기 시작하면서, 일부 민족주의 사학자를 중심으로 '통일신라'라는 표현에 이의가 제기되고 있다. '통일신라 시대'는 분명한 한국의 역사이지만, 발해가 세워진 698년부터를 남북국 시대라고 하여 발해의 역사를 어떻게 반영할 것인가 의견이 분분하다. 발해를 한국의 역사로 연구하고, 신라의 삼국통일 또한 온전한 통일로 보기 어렵다는 관점이 생기기 시작하여, 이름을 '대신라' 등으로 대체하기도 한다.

## 역사

### 통일신라 수립 배경
신라는 진흥왕(재위 540년 ~ 576년) 때에 이르러서는 활발한 정복 활동을 전개하면서 삼국 간의 항쟁을 주도하기 시작하였다. 나제 동맹을 맺은 신라와 백제는 고구려의 한강 상류 유역을 공격하여 점령하였다(551년). 진흥왕은 국가 발전을 위한 인재를 양성하기 위하여 화랑도를 국가적인 조직으로 개편하고, 불교 교단을 정비하여 사상적 통합을 도모하였다. 이때부터 신라는 삼국 중 가장 강력한 국가로 발돋움하기 시작한다.
이를 토대로 신라는 고구려의 지배 아래에 있던 한강 유역을 차지하고 함경도 지역으로 진출하였으며, 남쪽으로는 562년 대가야를 정복하여 낙동강 서쪽을 완전히 장악하였다. 이러한 신라의 팽창은 낙동강 유역과 한강 유역의 2대 생산력을 소유하게 되어, 백제를 억누르고 고구려의 남진 정책을 막게 되었을 뿐만 아니라 인천만(仁川灣)에서 수·당(隨唐)과 직접 소통하여 이들과 연맹 관계를 맺게 되어 삼국의 정립을 보았다. 이때의 신라 뛰어난 국세는 이른바 진흥왕 4비(眞興王四碑)인 창녕비(昌寧碑：昌寧)·북한산비(北漢山碑：서울 北漢山碑峰)·황초령비(黃草嶺碑：함남 함흥)·마운령비(摩雲嶺碑：함남 이원) 등이 증명하고 있어서 의심의 여지가 없다. 이는 훗날 신라가 삼국 경쟁에서 주도권을 잡고 승리하게 되는 계기가 되었다.
이와 같은 신라의 대외적인 팽창에 위협을 느낀 고구려·백제 양국은 반격을 시작하였다. 진흥왕 이후에는 진흥왕 대에 복속했던 영토들을 조금씩 잃어버리기 시작했으며, 선덕여왕 대에 와서는 백제(의자왕)가 신라의 턱밑인 대야성(지금의 경남 합천)까지 함락(642)하여 위기 상황에 몰리게 되었다.
고구려가 수나라와 당나라의 침략을 막아내는 동안 신라에서는 김춘추가 김유신과 제휴하여 권력을 장악한 후 집권 체제를 강화하였다. 이어 고구려와 백제에 대항하여 위기를 극복하고자 했으나, 고구려의 반격을 우려하여 백제가 침공해 오는 것을 효과적으로 막을 수 없었다. 이에 고구려와의 연합을 꾀했으나 연개소문의 독재 정치로 합의에 실패하였고, 결국 신라는 당나라와 나·당 동맹을 맺어 고구려와 백제에 반격을 준비하였다.
나·당 동맹 이후, 신라는 반격하여 백제를 궁지에 몰아넣었다. 그리고 660년 사비성을 함락하는데 성공하면서 의자왕과 지배층의 향락 등으로 정치 질서가 문란해져서 국력이 쇠퇴하고 있었던 백제를 정복하였다. 또한 당시 고구려는 잦은 전쟁으로 국력의 소모가 심했고, 연개소문의 아들들을 중심으로 지역간 갈등이 악화되어 국론이 분열되고 내전이 빈번했었다. 이에 신라는 당과 연합군을 구성해 668년에 고구려를 정복하고 고구려 귀족을 포섭하기 시작했다. 그러나 당나라의 최종 목표는 신라와 연합하여 고구려와 백제를 멸망시키고, 신라를 이용해 한반도를 장악하려는 것이었다. 이러한 당나라의 야심에 신라의 문무대왕은 고구려와 백제의 유민과 연합하여 당나라와 정면으로 대결하였다.
신라는 고구려 부흥 운동 세력을 후원하는 한편, 백제 땅에 대한 지배권을 완전히 장악하였다. 이어 당나라의 20만 대군을 매소성에서 크게 격파하여 나당 전쟁의 주도권을 잡았고, 금강 하구의 기벌포에서 당나라의 수군을 섬멸하여 당나라의 세력을 한반도에서 완전히 몰아내었다(676년). 하지만 옛 고구려의 북부 영토인 대동강 이북과 만주 일대에는 말갈족이 여전히 버티고 있어서 차지하지는 못하였다. 한반도 북쪽과 만주 일대는 약 30년의 공백기를 거친 뒤 말갈족이 고구려를 계승한 발해를 세우면서 남북국 시대가 형성되었다.

### 신라의 최전성기
삼국통일 이후 신라는 영토 확장과 함께 인구가 크게 늘어났다. 오랜 전쟁이 끝나고 대외 관계가 안정되어 생산력이 증대하였다. 이 무렵, 신라는 중요한 정치적 변화가 있었는데 무열왕 이후에 왕권이 강화되었다는 것이다. 태종 무열왕은 최초의 진골 출신의 왕으로 통일 전쟁을 치르는 과정에서 왕권을 강화하였다. 아울러 이때부터 태종 무열왕의 직계 자손만이 왕위를 세습하였다.
신문왕 때에는 김흠돌의 모역사건을 계기로 귀족 세력의 재편을 수행하였다. 이후, 왕명을 받들고 기밀 사무를 관장하는 집사부와 시중의 기능을 강화하고, 화백회의를 주도하여 귀족 세력의 이익을 대변하던 상대등의 세력을 억제하였으며, 녹읍을 폐지하고 수조권만을 인정한 관료전(官僚田)이 지급하는 등 신문왕은 진골 귀족 세력을 약화시키고, 왕권이 전제화될 수 있는 바탕을 마련하였다. 또한 5묘제를 설치하여, 태종무열왕계의 정통성을 강화하였다. 이 후 685년에 사지(舍知)를 설치하여 영(令)·경(卿)·대사(大舍)·사지(舍知)·사(史)의 5단계 관직제도를 완성하였으며, 같은 해에 지방제도인 9주 5소경제를 확립하였고, 군사제도로 9서당 10정을 마련하였다.

### 호족의 성장과 정치의 변동
8세기 후반 통일신라에서는 국가 기강이 해이해지면서 중앙 귀족들 간의 권력 투쟁이 치열해지고, 지방에 대한 통제력이 약화되면서 지방에서는 군사력과 경제력, 새로운 사상을 갖춘 호족 세력이 성장하였다.
진골 귀족들은 녹읍제를 다시 부활시키는 등 경제 기반을 확대하여 사병을 거느리고 자신들의 세력 확장을 위해 권력 투쟁을 벌였다. 혜공왕이 죽고 상대등 김양상이 선덕왕으로 즉위하면서 진골 귀족들 사이에는 힘만 있으면 누구나 군주가 될 수 있다는 생각이 널리 퍼졌다. 이에 경제력과 군사력을 확보한 귀족들은 왕위 쟁탈전을 벌였다. 왕권이 약화되고 귀족 연합적인 정치가 운영되었으며, 시중보다 상대등의 권력이 더 커지게 되었다.
이러한 과정에서 녹읍을 토대로 한 귀족들의 지배가 유지되는 한편, 대토지 소유가 확대되었고, 농민들의 부담은 가중되었다. 또한 자연 재해가 잇따르고, 왕족과 귀족의 사치와 향락으로 국가 재정이 바닥나면서 백성들에 대한 강압적인 수취가 뒤따르면서 살기가 어려워진 백성들은 토지를 잃고 노비가 되거나 도적이 되기도 하였다. 그리하여 중앙 정부에 대한 불만이 높아지고 지방에서 반란이 잦아지게 되었다.
9세기 중엽의 문성대왕(文聖大王) 이후 중앙 귀족은 지방 세력의 위협에 대처하기 위해 왕위 쟁탈을 위요(圍繞)한 정쟁(政爭)을 식히고 점차 타협하는 경향을 나타내었다. 한편 골품제로 중앙의 정치 무대에 참여할 수 없었던 지방 세력은 중요한 활동 무대를 해상무역(海上貿易)에서 찾게 되었다. 이리하여 공적인 조공(朝貢)의 형식으로 행해지던 대외무역은 점차 민간무역에서 주도하였다. 이들은 당뿐만 아니라 일본과도 활발히 교역했다. 그러나 당과의 무역이 가장 성하여서, 신라인의 왕래가 빈번한 산둥반도(山東半島)나 장쑤성(江蘇省) 같은 곳에는 신라방(新羅坊)이 생기고, 이를 관할하기 위한 신라소(新羅所)라는 행정 기관이 설치되었다. 또 거기에는 신라원(新羅院)이라는 사원이 세워졌는데, 장보고가 문등현 적산촌(文登縣赤山村)에 세운 법화원(法花院)은 가장 유명한 것이었다.
지방 세력가들의 민간 무역이 성행하고, 당의 지방통제권이 약화되면서 해적(海賊)의 출몰이 잦았다. 이는 성행하는 해상무역에 큰 타격이 되었는데, 이러한 배경 속에 해상의 군진(軍鎭)이 설치되었다. 신라는 본래 변경의 수비를 위하여 육지에 설치하던 군진(軍鎭)을 해적들의 활동이 심한 해안의 요지에 설치하여 이를 방비하였다. 청해진(淸海鎭 : 완도)·당성진(唐城鎭 : 남양)·혈구진(穴口鎭 : 강화) 등이 그것이며, 그 중 흥덕왕 3년(828년) 장보고(張保皐)가 설치한 청해진이 가장 대표적인 것이었다.  장보고는 해적 출몰의 방비는 물론 국제 무역을 하여 황해의 왕자가 되었고, 다시 중앙의 정치에도 관여하였다.  장보고의 경우와 유사하게 지방에서 일정한 지역에 대한 실질적인 지배권을 대를 이어가며 행사하는 세력가들이 이 시기에는 수없이 나타나게 되었다. 그들은 보통 성을 쌓고 스스로 성주(城主)라고 자처하였다.
9세기 이후에 나타난 통일신라 사회의 이러한 커다란 변화는 상업 발달에 따른 대상인(大商人)의 대두와 대토지 소유의 확대로 점차 구체화되었다. 중앙 집권 체제의 약화에 따라 지방의 토호와 귀족들은 점탈 또는 매매의 방법으로 농장을 확대하여 대지주로 성장하였다. 또 신라 지방 행정의 말단인 촌락의 인민을 통제하던 촌주(村主)도 역시 토지와 인민을 다스리며 세력을 확장해 갔다. 약화된 국가 권력은 이들 지방 세력을 규제할 수 없었다. 한편 국가의 비호 밑에 발달한 사원도 면세(免稅) 특권을 가지고 토지를 겸병(兼倂), 농장을 확대해 갔다.
한편, 당나라로 유학을 갔다가 귀국한 6두품 출신의 유학생들과 선종 승려들은 신라의 골품제 사회를 비판하면서 새로운 정치 이념을 제시하기도 하였다. 그러나 이들도 진골 귀족들에 의하여 자신들의 뜻을 펼 수 없게 되자 은거하거나 지방의 호족 세력과 연계하여 사회 개혁을 추구하였다.

### 쇠퇴와 멸망
10세기로 들어오면서 지방에서 성장하던 견훤과 궁예는 신라 말기의 혼란을 틈타 독자적인 국가를 수립하였다. 이에 따라 신라는 그 지배권이 축소되면서 후고구려와 후백제가 대립하는 후삼국 시대가 전개되었다.
후고구려의 궁예를 실각시키고 고려를 건국한 고려 태조는 신라에 대하여 적극적인 우호 정책을 내세웠다. 그의 신라에 대한 우호 정책은 신라인들을 회유하는 데 유용하였다. 실제로 태조는 후백제가 신라를 공격하자 고려군을 파견하여 신라군을 도와 후백제군과 같이 맞서 싸움으로써 신라인들의 신망을 얻었고, 그 결과 경순왕의 자진 항복을 받아내어 신라를 손쉽게 정복할 수 있었다. 이후 고려 태조는 신라 계승을 표방하였다.

## 경제
삼국통일 이후 신라는 모든 지역의 크기와 인구, 가축의 수, 특산물 따위를 모두 조사하는 양전을 실시하여 민정문서를 작성했다. 이 민정문서의 일부가 일본에서 발견되어 현재까지 전한다.

## 문화

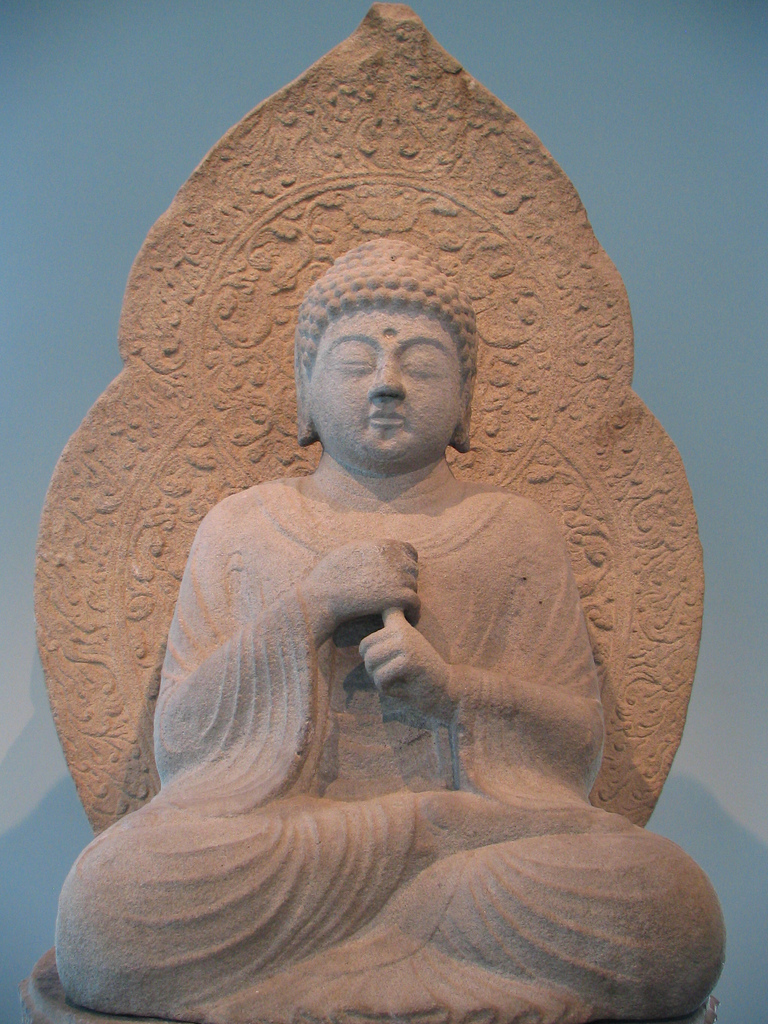
9세기 신라의 대표적인 불교
문화를 보여주는 석조 비로자나불 좌상. 사진 속 문화재는 국립중앙박물관 소장

통일신라는 당나라와 밀접한 관계를 가졌고, 중국 문화에 큰 영향을 받았다. 많은 신라 승려들이 중국으로 건너가 불교를 배워 왔고, 혜초는 인도까지 가서 그 여행기를 남기기도 했다(왕오천축국전). 선종, 정토종 등의 불교 종파가 수입된 것도 이 때이다.
682년에는 유교를 가르치는 국학을 설치했고 750년 태학감으로 개칭되기도 했다. 국학의 교육 혜택은 귀족 엘리트들만 받을 수 있었다.
불교의 수트라 및 유교 경전을 찍어내기 위한 목판 인쇄도 발달했다. 석가탑 안에서 발견된 무구정광대다라니경은 기원후 751년경의 물건이며 현재까지 남아있는 목판인쇄물 중 세계 최고(古)의 것이다.

## 대외 관계

### 일본
다자이후를 비롯한 규슈 지역으로 신라 상인의 왕래가 빈번해지면서, 9세기 초반부터 통일 신라의 해적이 규슈 지역을 습격하는 일이 발생하기도 하였다. 869년 경문왕 9년에 신라의 해적선 2척이 조세 운반선에 실려 있던 비단을 약탈하여 달아났다. 894년 진성 여왕 8년에는 100척, 2,500명에 달하는 대선단이 대마도의 사스우라(佐須浦)를 습격하였다. 통일 신라 말기에 극심하게 어려워진 신라 사람들의 해적 활동이라 여겨진다.

## 같이 보기
- 한국의 역사

## 참고 자료
- 이 문서에는 다음커뮤니케이션(현 카카오)에서 GFDL 또는 CC-SA 라이선스로 배포한 글로벌 세계대백과사전의 내용을 기초로 작성된 글이 포함되어 있습니다.